# Airtable
Airtable est un service de collaboration en ligne dont le siège est à San Francisco (États-Unis). La société est fondée en 2012 par Howie Liu, Andrew Ofstad et Emmett Nicholas.
Airtable est une solution hybride entre une feuille de calcul et une base de données, intégrant des fonctionnalités d'une base de données appliquée à une feuille de calcul. Les champs d'un tableau Airtable sont similaires aux cellules d'une feuille de calcul, mais ont des types tels que « case à cocher », « numéro de téléphone » et « liste déroulante », et peuvent faire référence à des pièces jointes telles que des images,.
Les utilisateurs peuvent créer une base de données, configurer des types de colonnes, ajouter des enregistrements, lier des tables entre elles, collaborer, trier des enregistrements et publier des vues sur des sites Web externes.

## Histoire
En février 2015, 3 millions de dollars sont levés auprès de Caffeinated Capital, Freestyle Capital, Data Collective et CrunchFund. Deux mois après, Airtable lance son API et ses bases de données embarquées.
En mai, une levée de fonds de 7,6 millions de dollars auprès de Charles River Ventures et Ashton Kutcher est effectuée. 
En novembre 2018, 100 millions de dollars sont levés en financement de série C, 185 millions de dollars (financement de série D), en septembre 2020, et 270 millions de dollars (financement de série E) en mars 2021. Le financement est dirigé par Greenoaks et comprend WndrCo, Caffeinated Capital, CRV et Thrive.
En décembre 2021, la société Airtable lève un financement de série F de 735 millions de dollars qui porte sa valorisation à 11 milliards de dollars.